# 萧毅肃
萧毅肃（1899年12月11日—1975年7月31日），原名萧昌言，四川蓬州人，曾任中华民国国防部副參謀總長，国民革命军二级上将。

## 生平
萧1916年考入云南讲武堂工兵科，1920年毕业，編入滇军第二軍獨立團（團長杨森）任参谋，並隨著滇軍攻入四川。因楊森呼應「川人治川」，帶著部隊整批跳槽到川軍，獨立團轉為川軍第一混成旅，蕭毅肅轉任該旅參謀。
1921年，蕭轉任川軍部隊連長。1922年初，汤子模呼應熊克武發兵反對楊森統治，其率領的川東邊防軍第一混成旅自稱四川討賊軍；蕭毅肅在1923年加入討賊軍，擔任連長。
1923年6月，蕭升任四川討賊軍第2師連長。10月升任營長。
1924年，升任建國川軍第二軍第二旅第1團團長，隔年升任川軍第二軍第二旅旅長。建國川軍撤入廣東後因熊克武的忠誠問題，導致建國川軍的主要幹部全在民國十四年（1925）10月遭扣留在虎門要塞，建國川軍因失去主要幹部與糧餉後潰散遭國民政府各自收編。蕭毅肅被迫離開軍隊返鄉。
1926年，蕭毅肅重新回到川軍系統，擔任四川陸軍第二師（師長吴行光）參謀長。
1930年，擔任國民革命軍第二十軍參謀長（軍長郭汝栋），不久後離職，寓居上海。
1934年10月，萧在郭汝瑰的推荐下入陆军大学特別班第二期深造。
1936年，國民政府任命蕭毅肅为陆军少将。中国抗日战争爆发時，萧任國民革命軍第四十三軍（郭汝栋部）参谋长，率部参加了淞沪会战和湖口等地的战斗。1938年時，四十三军撤編，萧调任参谋总长何应钦辦公室主任。
1940年，晉升中將。
1943年2月，萧被任命为中国远征军参谋长。
1944年12月，升任中国陆军参谋长。1945年1月1日，萧被授予青天白日勋章，不久升任中将。8月21日，萧毅肃在湖南芷江主持了抗战胜利受降仪式，代表中華民國政府接受日軍代表今井武夫投降。
1946年，萧调任重庆行营参谋长，次年升任副主任，1948年兼任重庆警备司令，6月12日调任中华民国国防部次长，年底任副参谋總长。
1946年4月30日，萧毅肃获美国金橡叶自由勋章赠勋词为：“美利坚合众国大总统杜鲁门，为中国陆军中将萧毅肃，于1945年元月至9月期间，由于其非凡的敏锐观察和精锐的推断，在整个中国战场的军事行动控制上，作出了极为杰出的贡献。由于萧毅肃将军的远见和无懈可击的判断力，实质上导致了中国军事方面的成功。萧毅肃将军在其职务上的表现，已为他自己和中国军队赢得了极大的荣誉。”
1949年12月，萧撤往台湾。在台期间，萧制定了整训计划，为将各派系来台部队整合为一体居功至伟。1953年，晋升为二级上将。
1975年7月31日，萧病逝于臺北三軍總醫院，年76歲。臨終前遺言死後不進殯儀館、不發計聞、不刊登治喪廣告、不接受奠儀、不勞動親友弔唁；家人遵照辦理，即在醫院太平間中大殮入殯，然後移靈陽明山第一公墓。
其子女后俱移居美国。